# Macrocarpaea betancuriana
Macrocarpaea betancuriana är en gentianaväxtart som beskrevs av Jason Randall Grant. Macrocarpaea betancuriana ingår i släktet Macrocarpaea och familjen gentianaväxter. Inga underarter finns listade i Catalogue of Life.